# Opercularia aspera
Opercularia aspera là một loài thực vật có hoa trong họ Thiến thảo. Loài này được Gaertn. mô tả khoa học đầu tiên năm 1788.